# Premier League de 2020–21
A Primeira Divisão do Campeonato Inglês de Futebol da temporada 2020–2021 foi a 119ª edição da principal divisão do futebol inglês (29ª como Premier League). O Manchester City se sagrou campeão matematicamente na 35.ª rodada, depois de abrir 10 pontos de vantagem em relação ao segundo colocado. A temporada estava programada para começar em 8 de agosto, mas foi adiada para 12 de setembro, como consequência do atraso da conclusão da temporada anterior devido à pandemia de COVID-19.
Foi a segunda temporada da Premier League a ter um intervalo no meio da temporada em fevereiro, onde cinco jogos de uma rodada normal de dez serão disputados em um fim de semana e os cinco restantes no fim de semana seguinte. Também foi a segunda temporada da Premier League a usar o VAR.

## Regulamento
A Premier League é disputada por 20 clubes em dois turnos. Em cada turno, todos os times jogam entre si uma única vez. Os jogos do segundo turno serão realizados na mesma ordem do primeiro, apenas com o mando de campo invertido. Não há campeões por turnos, sendo declarado campeão da Inglaterra o time que obtiver o maior número de pontos após as 38 rodadas.

### Critérios de desempate
Caso haja empate de pontos entre dois clubes, os critérios de desempates serão aplicados na seguinte ordem:
1. Saldo de gols
2. Gols marcados
3. Confronto direto

## Participantes

### Informações das equipes
| Equipe                 | Cidade              | Treinador                     | Estádio (mando)           | Capacidade | Títulos (último) | Material esportivo |
| ---------------------- | ------------------- | ----------------------------- | ------------------------- | ---------- | ---------------- | ------------------ |
| Arsenal                | Londres             | Mikel Arteta                  | Emirates Stadium          | 60,704     | 13 (2003–04)     | Adidas             |
| Aston Villa            | Birmingham          | Dean Smith                    | Villa Park                | 42,785     | 7 (1980–81)      | Kappa              |
| Brighton & Hove Albion | Brighton            | Graham Potter                 | Falmer Stadium            | 30,750     | 0 (não possui)   | Nike               |
| Burnley                | Burnley             | Sean Dyche                    | Turf Moor                 | 21,944     | 2 (1959–60)      | Umbro              |
| Chelsea                | Londres             | Thomas Tuchel                 | Stamford Bridge           | 40,834     | 6 (2016–17)      | Nike               |
| Crystal Palace         | Londres             | Roy Hodgson                   | Selhurst Park             | 25,486     | 0 (não possui)   | Puma               |
| Everton                | Liverpool           | Carlo Ancelotti               | Goodison Park             | 39,414     | 9 (1987–88)      | Hummel             |
| Fulham                 | Londres             | Scott Parker                  | Craven Cottage            | 19,000     | 0 (não possui)   | Adidas             |
| Leeds United           | Leeds               | Marcelo Bielsa                | Elland Road               | 37,890     | 3 (1991–92)      | Adidas             |
| Leicester              | Leicester           | Brendan Rodgers               | King Power Stadium        | 32,312     | 1 (2015–16)      | Adidas             |
| Liverpool              | Liverpool           | Jürgen Klopp                  | Anfield                   | 53,394     | 19 (2019–20)     | Nike               |
| Manchester City        | Manchester          | Pep Guardiola                 | Etihad Stadium            | 55,097     | 6 (2018–19)      | Puma               |
| Manchester United      | Manchester          | Ole Gunnar Solskjær           | Old Trafford              | 74,879     | 20 (2012–13)     | Adidas             |
| Newcastle              | Newcastle upon Tyne | Steve Bruce                   | St James' Park            | 52,388     | 4 (1926–27)      | Puma               |
| Sheffield United       | Sheffield           | Paul Heckingbottom (interino) | Bramall Lane              | 32,125     | 1 (1897–98)      | Adidas             |
| Southampton            | Southampton         | Ralph Hasenhüttl              | St Mary's Stadium         | 32,505     | 0 (não possui)   | Under Armour       |
| Tottenham              | Londres             | Ryan Mason (interino)         | Tottenham Hotspur Stadium | 62,303     | 2 (1960–61)      | Nike               |
| West Bromwich          | West Bromwich       | Sam Allardyce                 | The Hawthorns             | 26,850     | 1 (1919–20)      | Puma               |
| West Ham               | Londres             | David Moyes                   | Olímpico de Londres       | 60,000     | 0 (não possui)   | Umbro              |
| Wolverhampton          | Wolverhampton       | Nuno Espírito Santo           | Molineux Stadium          | 32,050     | 3 (1958–59)      | Adidas             |

### Mudança de treinadores
| Clube            | Antecessor    | Motivo         | Data da vaga           | Pos | Sucessor                      | Data da nomeação       | Ref           |
| ---------------- | ------------- | -------------- | ---------------------- | --- | ----------------------------- | ---------------------- | ------------- |
| West Bromwich    | Slaven Bilić  | Demitido       | 16 de novembro de 2020 | 19º | Sam Allardyce                 | 16 de dezembro de 2020 | [ 23 ] [ 24 ] |
| Chelsea          | Frank Lampard | Demitido       | 25 de janeiro de 2021  | 9º  | Thomas Tuchel                 | 26 de janeiro de 2021  | [ 25 ] [ 26 ] |
| Sheffield United | Chris Wilder  | Consenso mútuo | 13 de março de 2021    | 20º | Paul Heckingbottom (interino) | 13 de março de 2021    | [ 27 ]        |
| Tottenham        | José Mourinho | Demitido       | 19 de abril de 2021    | 7º  | Ryan Mason (interino)         | 19 de abril de 2021    | [ 28 ]        |

## Classificação
| Pos | Equipe                 | Pts | J  | V  | E  | D  | GP | GC | SG  | Classificação ou descenso                               |
| --- | ---------------------- | --- | -- | -- | -- | -- | -- | -- | --- | ------------------------------------------------------- |
| 1   | Manchester City (C)    | 86  | 38 | 27 | 5  | 6  | 83 | 32 | +51 | Fase de Grupos da Liga dos Campeões da UEFA de 2021–22  |
| 2   | Manchester United      | 74  | 38 | 21 | 11 | 6  | 73 | 44 | +29 | Fase de Grupos da Liga dos Campeões da UEFA de 2021–22  |
| 3   | Liverpool              | 69  | 38 | 20 | 9  | 9  | 68 | 42 | +26 | Fase de Grupos da Liga dos Campeões da UEFA de 2021–22  |
| 4   | Chelsea                | 67  | 38 | 19 | 10 | 9  | 58 | 36 | +22 | Fase de Grupos da Liga dos Campeões da UEFA de 2021–22  |
| 5   | Leicester              | 66  | 38 | 20 | 6  | 12 | 68 | 50 | +18 | Fase de Grupos da Liga Europa da UEFA de 2021–22        |
| 6   | West Ham               | 65  | 38 | 19 | 8  | 11 | 62 | 47 | +15 | Fase de Grupos da Liga Europa da UEFA de 2021–22        |
| 7   | Tottenham              | 62  | 38 | 18 | 8  | 12 | 68 | 45 | +23 | Play-offs da Liga Conferência Europa da UEFA de 2021–22 |
| 8   | Arsenal                | 61  | 38 | 18 | 7  | 13 | 55 | 39 | +16 |                                                         |
| 9   | Leeds United           | 59  | 38 | 18 | 5  | 15 | 62 | 54 | +8  |                                                         |
| 10  | Everton                | 59  | 38 | 17 | 8  | 13 | 47 | 48 | −1  |                                                         |
| 11  | Aston Villa            | 55  | 38 | 16 | 7  | 15 | 55 | 46 | +9  |                                                         |
| 12  | Newcastle              | 45  | 38 | 12 | 9  | 17 | 46 | 62 | −16 |                                                         |
| 13  | Wolverhampton          | 45  | 38 | 12 | 9  | 17 | 36 | 52 | −16 |                                                         |
| 14  | Crystal Palace         | 44  | 38 | 12 | 8  | 18 | 41 | 66 | −25 |                                                         |
| 15  | Southampton            | 43  | 38 | 12 | 7  | 19 | 47 | 68 | −21 |                                                         |
| 16  | Brighton & Hove Albion | 41  | 38 | 9  | 14 | 15 | 40 | 46 | −6  |                                                         |
| 17  | Burnley                | 39  | 38 | 10 | 9  | 19 | 33 | 55 | −22 |                                                         |
| 18  | Fulham (R)             | 28  | 38 | 5  | 13 | 20 | 27 | 53 | −26 | Relegation to the EFL Championship                      |
| 19  | West Bromwich (R)      | 26  | 38 | 5  | 11 | 22 | 35 | 76 | −41 | Relegation to the EFL Championship                      |
| 20  | Sheffield United (R)   | 23  | 38 | 7  | 2  | 29 | 20 | 63 | −43 | Relegation to the EFL Championship                      |

1. ↑  Como o vencedor da 2020–21 FA Cup, Leicester City, também se classificou para a Liga Europa com base na posição na liga, a segunda vaga na fase de grupos da Liga Europa alocada à Inglaterra foi transferida para o sexto colocado .
2. ↑  Como os vencedores da 2020–21 EFL Cup, Manchester City, se classificaram para as competições europeias com base na posição na liga, a vaga na Europa Conference League concedida aos vencedores da EFL Cup foi transferida para a Premier League mais bem colocada equipe ainda não qualificada para as competições europeias, a equipe sétima colocada.

## Confrontos
| Mandante \ Visitante   | ARS | AVL | BHA | BUR | CHE | CRY | EVE | FUL | LEE | LEI | LIV | MCI | MUN | NEW | SHU | SOU | TOT | WBA | WHU | WOL |
| ---------------------- | --- | --- | --- | --- | --- | --- | --- | --- | --- | --- | --- | --- | --- | --- | --- | --- | --- | --- | --- | --- |
| Arsenal                | —   | 0–3 | 2–0 | 0–1 | 3–1 | 0–0 | 0–1 | 1–1 | 4–2 | 0–1 | 0–3 | 0–1 | 0–0 | 3–0 | 2–1 | 1–1 | 2–1 | 3–1 | 2–1 | 1–2 |
| Aston Villa            | 1–0 | —   | 1–2 | 0–0 | 2–1 | 3–0 | 0–0 | 3–1 | 0–3 | 1–2 | 7–2 | 1–2 | 1–3 | 2–0 | 1–0 | 3–4 | 0–2 | 2–2 | 1–3 | 0–0 |
| Brighton & Hove Albion | 0–1 | 0–0 | —   | 0–0 | 1–3 | 1–2 | 0–0 | 0–0 | 2–0 | 1–2 | 1–1 | 3–2 | 2–3 | 3–0 | 1–1 | 1–2 | 1–0 | 1–1 | 1–1 | 3–3 |
| Burnley                | 1–1 | 3–2 | 1–1 | —   | 0–3 | 1–0 | 1–1 | 1–1 | 0–4 | 1–1 | 0–3 | 0–2 | 0–1 | 1–2 | 1–0 | 0–1 | 0–1 | 0–0 | 1–2 | 2–1 |
| Chelsea                | 0–1 | 1–1 | 0–0 | 2–0 | —   | 4–0 | 2–0 | 2–0 | 3–1 | 2–1 | 0–2 | 1–3 | 0–0 | 2–0 | 4–1 | 3–3 | 0–0 | 2–5 | 3–0 | 0–0 |
| Crystal Palace         | 1–3 | 3–2 | 1–1 | 0–3 | 1–4 | —   | 1–2 | 0–0 | 4–1 | 1–1 | 0–7 | 0–2 | 0–0 | 0–2 | 2–0 | 1–0 | 1–1 | 1–0 | 2–3 | 1–0 |
| Everton                | 2–1 | 1–2 | 4–2 | 1–2 | 1–0 | 1–1 | —   | 0–2 | 0–1 | 1–1 | 2–2 | 1–3 | 1–3 | 0–2 | 0–1 | 1–0 | 2–2 | 5–2 | 0–1 | 1–0 |
| Fulham                 | 0–3 | 0–3 | 0–0 | 0–2 | 0–1 | 1–2 | 2–3 | —   | 1–2 | 0–2 | 1–1 | 0–3 | 1–2 | 0–2 | 1–0 | 0–0 | 0–1 | 2–0 | 0–0 | 0–1 |
| Leeds United           | 0–0 | 0–1 | 0–1 | 1–0 | 0–0 | 2–0 | 1–2 | 4–3 | —   | 1–4 | 1–1 | 1–1 | 0–0 | 5–2 | 2–1 | 3–0 | 3–1 | 3–1 | 1–2 | 0–1 |
| Leicester              | 1–3 | 0–1 | 3–0 | 4–2 | 2–0 | 2–1 | 0–2 | 1–2 | 1–3 | —   | 3–1 | 0–2 | 2–2 | 2–4 | 5–0 | 2–0 | 2–4 | 3–0 | 0–3 | 1–0 |
| Liverpool              | 3–1 | 2–1 | 0–1 | 0–1 | 0–1 | 2–0 | 0–2 | 0–1 | 4–3 | 3–0 | —   | 1–4 | 0–0 | 1–1 | 2–1 | 2–0 | 2–1 | 1–1 | 2–1 | 4–0 |
| Manchester City        | 1–0 | 2–0 | 1–0 | 5–0 | 1–2 | 4–0 | 5–0 | 2–0 | 1–2 | 2–5 | 1–1 | —   | 0–2 | 2–0 | 1–0 | 5–2 | 3–0 | 1–1 | 2–1 | 4–1 |
| Manchester United      | 0–1 | 2–1 | 2–1 | 3–1 | 0–0 | 1–3 | 3–3 | 1–1 | 6–2 | 1–2 | 2–4 | 0–0 | —   | 3–1 | 1–2 | 9–0 | 1–6 | 1–0 | 1–0 | 1–0 |
| Newcastle              | 0–2 | 1–1 | 0–3 | 3–1 | 0–2 | 1–2 | 2–1 | 1–1 | 1–2 | 1–2 | 0–0 | 3–4 | 1–4 | —   | 1–0 | 3–2 | 2–2 | 2–1 | 3–2 | 1–1 |
| Sheffield United       | 0–3 | 1–0 | 1–0 | 1–0 | 1–2 | 0–2 | 0–1 | 1–1 | 0–1 | 1–2 | 0–2 | 0–1 | 2–3 | 1–0 | —   | 0–2 | 1–3 | 2–1 | 0–1 | 0–2 |
| Southampton            | 1–3 | 0–1 | 1–2 | 3–2 | 1–1 | 3–1 | 2–0 | 3–1 | 0–2 | 1–1 | 1–0 | 0–1 | 2–3 | 2–0 | 3–0 | —   | 2–5 | 2–0 | 0–0 | 1–2 |
| Tottenham              | 2–0 | 1–2 | 2–1 | 4–0 | 0–1 | 4–1 | 0–1 | 1–1 | 3–0 | 0–2 | 1–3 | 2–0 | 1–3 | 1–1 | 4–0 | 2–1 | —   | 2–0 | 3–3 | 2–0 |
| West Bromwich          | 0–4 | 0–3 | 1–0 | 0–0 | 3–3 | 1–5 | 0–1 | 2–2 | 0–5 | 0–3 | 1–2 | 0–5 | 1–1 | 0–0 | 1–0 | 3–0 | 0–1 | —   | 1–3 | 1–1 |
| West Ham               | 3–3 | 2–1 | 2–2 | 1–0 | 0–1 | 1–1 | 0–1 | 1–0 | 2–0 | 3–2 | 1–3 | 1–1 | 1–3 | 0–2 | 3–0 | 3–0 | 2–1 | 2–1 | —   | 4–0 |
| Wolverhampton          | 2–1 | 0–1 | 2–1 | 0–4 | 2–1 | 2–0 | 1–2 | 1–0 | 1–0 | 0–0 | 0–1 | 1–3 | 1–2 | 1–1 | 1–0 | 1–1 | 1–1 | 2–3 | 2–3 | —   |

## Desempenho por rodada
Clubes que lideraram o campeonato ao final de cada rodada:
| Rodadas | Rodadas | Rodadas | Rodadas | Rodadas | Rodadas | Rodadas | Rodadas | Rodadas | Rodadas | Rodadas | Rodadas | Rodadas | Rodadas | Rodadas | Rodadas | Rodadas | Rodadas | Rodadas | Rodadas | Rodadas | Rodadas | Rodadas | Rodadas | Rodadas | Rodadas | Rodadas | Rodadas | Rodadas | Rodadas | Rodadas | Rodadas | Rodadas | Rodadas | Rodadas | Rodadas | Rodadas | Rodadas |
| ------- | ------- | ------- | ------- | ------- | ------- | ------- | ------- | ------- | ------- | ------- | ------- | ------- | ------- | ------- | ------- | ------- | ------- | ------- | ------- | ------- | ------- | ------- | ------- | ------- | ------- | ------- | ------- | ------- | ------- | ------- | ------- | ------- | ------- | ------- | ------- | ------- | ------- |
| 1       | 2       | 3       | 4       | 5       | 6       | 7       | 8       | 9       | 10      | 11      | 12      | 13      | 14      | 15      | 16      | 17      | 18      | 19      | 20      | 21      | 22      | 23      | 24      | 25      | 26      | 27      | 28      | 29      | 30      | 31      | 32      | 33      | 34      | 35      | 36      | 37      | 38      |
| ARS     | LEI     | LEI     | EVE     | EVE     | EVE     | LIV     | LEI     | TOT     | TOT     | TOT     | TOT     | LIV     | LIV     | LIV     | LIV     | LIV     | MUN     | MUN     | MCI     | MCI     | MCI     | MCI     | MCI     | MCI     | MCI     | MCI     | MCI     | MCI     | MCI     | MCI     | MCI     | MCI     | MCI     | MCI     | MCI     | MCI     | MCI     |

Clubes que ficaram na última posição do campeonato ao final de cada rodada:
| Rodadas | Rodadas | Rodadas | Rodadas | Rodadas | Rodadas | Rodadas | Rodadas | Rodadas | Rodadas | Rodadas | Rodadas | Rodadas | Rodadas | Rodadas | Rodadas | Rodadas | Rodadas | Rodadas | Rodadas | Rodadas | Rodadas | Rodadas | Rodadas | Rodadas | Rodadas | Rodadas | Rodadas | Rodadas | Rodadas | Rodadas | Rodadas | Rodadas | Rodadas | Rodadas | Rodadas | Rodadas | Rodadas |
| ------- | ------- | ------- | ------- | ------- | ------- | ------- | ------- | ------- | ------- | ------- | ------- | ------- | ------- | ------- | ------- | ------- | ------- | ------- | ------- | ------- | ------- | ------- | ------- | ------- | ------- | ------- | ------- | ------- | ------- | ------- | ------- | ------- | ------- | ------- | ------- | ------- | ------- |
| 1       | 2       | 3       | 4       | 5       | 6       | 7       | 8       | 9       | 10      | 11      | 12      | 13      | 14      | 15      | 16      | 17      | 18      | 19      | 20      | 21      | 22      | 23      | 24      | 25      | 26      | 27      | 28      | 29      | 30      | 31      | 32      | 33      | 34      | 35      | 36      | 37      | 38      |
| WBA     | WBA     | FUL     | FUL     | FUL     | FUL     | BUR     | SHU     | SHU     | SHU     | SHU     | SHU     | SHU     | SHU     | SHU     | SHU     | SHU     | SHU     | SHU     | SHU     | SHU     | SHU     | SHU     | SHU     | SHU     | SHU     | SHU     | SHU     | SHU     | SHU     | SHU     | SHU     | SHU     | SHU     | SHU     | SHU     | SHU     | SHU     |

## Estatísticas
Atualizado em 23 de maio de 2021.
| Pos. | Jogador               | Equipe            | Gols |
| ---- | --------------------- | ----------------- | ---- |
| 1    | Harry Kane            | Tottenham         | 23   |
| 2    | Mohamed Salah         | Liverpool         | 22   |
| 3    | Bruno Fernandes       | Manchester United | 18   |
| 4    | Patrick Bamford       | Leeds United      | 17   |
| 4    | Son Heung-min         | Tottenham         | 17   |
| 6    | Dominic Calvert-Lewin | Everton           | 16   |
| 7    | Jamie Vardy           | Leicester         | 15   |
| 8    | Ollie Watkins         | Aston Villa       | 14   |
| 9    | İlkay Gündoğan        | Manchester City   | 13   |
| 9    | Alexandre Lacazette   | Arsenal           | 13   |
| 11   | Kelechi Iheanacho     | Leicester         | 12   |
| 11   | Danny Ings            | Southampton       | 12   |
| 11   | Callum Wilson         | Newcastle         | 12   |
| 11   | Chris Wood            | Burnley           | 12   |

| Pos. | Jogador         | Equipe                 | Assists. |
| ---- | --------------- | ---------------------- | -------- |
| 1    | Harry Kane      | Tottenham              | 14       |
| 2    | Kevin De Bruyne | Manchester City        | 12       |
| 2    | Bruno Fernandes | Manchester United      | 12       |
| 4    | Jack Grealish   | Aston Villa            | 10       |
| 4    | Son Heung-min   | Tottenham              | 10       |
| 6    | Raphinha        | Leeds United           | 9        |
| 6    | Marcus Rashford | Manchester United      | 9        |
| 6    | Jamie Vardy     | Leicester              | 9        |
| 9    | Aaron Cresswell | West Ham               | 8        |
| 9    | Pascal Groß     | Brighton & Hove Albion | 8        |
| 9    | Jack Harrison   | Leeds United           | 8        |
| 9    | Timo Werner     | Chelsea                | 8        |

### Clean sheets
| Pos. | Jogador           | Equipe                 | Clean sheets |
| ---- | ----------------- | ---------------------- | ------------ |
| 1    | Ederson           | Manchester City        | 19           |
| 2    | Édouard Mendy     | Chelsea                | 16           |
| 3    | Emiliano Martínez | Aston Villa            | 15           |
| 4    | Hugo Lloris       | Tottenham              | 12           |
| 5    | Bernd Leno        | Arsenal                | 11           |
| 5    | Illan Meslier     | Leeds United           | 11           |
| 5    | Nick Pope         | Burnley                | 11           |
| 5    | Kasper Schmeichel | Leicester              | 11           |
| 9    | Alisson           | Liverpool              | 10           |
| 9    | Łukasz Fabiański  | West Ham               | 10           |
| 9    | Rui Patrício      | Wolverhampton          | 10           |
| 9    | Jordan Pickford   | Everton                | 10           |
| 9    | Robert Sánchez    | Brighton & Hove Albion | 10           |

### Hat-tricks
| Jogador                   | Para            | Contra           | Resultado | Data                    | Ref.   |
| ------------------------- | --------------- | ---------------- | --------- | ----------------------- | ------ |
| Mohamed Salah             | Liverpool       | Leeds United     | 4–3       | 12 de setembro de 2020  | [ 33 ] |
| Dominic Calvert-Lewin     | Everton         | West Bromwich    | 5–2       | 19 de setembro de 2020  | [ 34 ] |
| Jamie Vardy               | Leicester       | Manchester City  | 5–2       | 27 de setembro de 2020  | [ 35 ] |
| Ollie Watkins             | Aston Villa     | Liverpool        | 7–2       | 4 de outubro de 2020    | [ 36 ] |
| Patrick Bamford           | Leeds United    | Aston Villa      | 3–0       | 23 de outubro de 2020   | [ 37 ] |
| Riyad Mahrez              | Manchester City | Burnley          | 5–0       | 28 de novembro de 2020  | [ 38 ] |
| Pierre-Emerick Aubameyang | Arsenal         | Leeds United     | 4–2       | 14 de fevereiro de 2021 | [ 39 ] |
| Kelechi Iheanacho         | Leicester       | Sheffield United | 5–0       | 14 de março de 2021     | [ 40 ] |
| Chris Wood                | Burnley         | Wolverhampton    | 4–0       | 25 de abril de 2021     | [ 41 ] |
| Gareth Bale               | Tottenham       | Sheffield United | 4–0       | 2 de maio de 2021       | [ 42 ] |
| Ferran Torres             | Manchester City | Newcastle        | 4–3       | 14 de maio de 2021      | [ 43 ] |

### Poker-tricks
Um Poker-trick é quando um jogador faz quatro gols em uma única partida.
| Jogador       | Para      | Contra      | Resultado | Data                   | Ref.   |
| ------------- | --------- | ----------- | --------- | ---------------------- | ------ |
| Son Heung-min | Tottenham | Southampton | 5–2       | 20 de setembro de 2020 | [ 44 ] |

## Prêmios

### Prêmios mensais
| Mês       | Treinador do mês    | Treinador do mês | Jogador do mês        | Jogador do mês    | Gol do mês       | Gol do mês        | Referências          |
| Mês       | Treinador           | Clube            | Jogador               | Clube             | Jogador          | Clube             | Referências          |
| --------- | ------------------- | ---------------- | --------------------- | ----------------- | ---------------- | ----------------- | -------------------- |
| Setembro  | Carlo Ancelotti     | Everton          | Dominic Calvert-Lewin | Everton           | James Maddison   | Leicester         | [ 45 ] [ 46 ] [ 47 ] |
| Outubro   | Nuno Espírito Santo | Wolverhampton    | Son Heung-min         | Tottenham         | Manuel Lanzini   | West Ham          | [ 48 ] [ 49 ] [ 50 ] |
| Novembro  | José Mourinho       | Tottenham        | Bruno Fernandes       | Manchester United | Ola Aina         | Fulham            | [ 51 ] [ 52 ] [ 53 ] |
| Dezembro  | Dean Smith          | Aston Villa      | Bruno Fernandes       | Manchester United | Sébastien Haller | West Ham          | [ 54 ] [ 55 ] [ 56 ] |
| Janeiro   | Pep Guardiola       | Manchester City  | İlkay Gündoğan        | Manchester City   | Mohamed Salah    | Liverpool         | [ 57 ] [ 58 ] [ 59 ] |
| Fevereiro | Pep Guardiola       | Manchester City  | İlkay Gündoğan        | Manchester City   | Bruno Fernandes  | Manchester United | [ 60 ] [ 61 ] [ 62 ] |
| Março     | Thomas Tuchel       | Chelsea          | Kelechi Iheanacho     | Leicester         | Erik Lamela      | Tottenham         | [ 63 ] [ 64 ] [ 65 ] |
| Abril     | Steve Bruce         | Newcastle        | Jesse Lingard         | West Ham          | Jesse Lingard    | West Ham          | [ 66 ] [ 67 ] [ 68 ] |
| Maio      | Jürgen Klopp        | Liverpool        | Joe Willock           | Newcastle         | Edinson Cavani   | Manchester United | [ 69 ] [ 70 ] [ 71 ] |

### Prêmios anuais
| Prêmio                   | Jogador         | Equipe          |
| ------------------------ | --------------- | --------------- |
| Jogador do Ano PFA       | Kevin De Bruyne | Manchester City |
| Jogador Jovem do Ano PFA | Phil Foden      | Manchester City |
| Jogador do Ano FWA       | Rúben Dias      | Manchester City |
| Treinador do Ano         | Pep Guardiola   | Manchester City |
| Jogador do Ano           | Rúben Dias      | Manchester City |
| Jogador Jovem do Ano     | Phil Foden      | Manchester City |
| Playmaker do Ano         | Harry Kane      | Tottenham       |
| Chuteira de Ouro         | Harry Kane      | Tottenham       |
| Luva de Ouro             | Ederson         | Manchester City |

### Equipe do Ano PFA
| Pos. | Jogador         | Clube             |
| ---- | --------------- | ----------------- |
| G    | Ederson         | Manchester City   |
| LD   | João Cancelo    | Manchester City   |
| Z    | Rúben Dias      | Manchester City   |
| Z    | John Stones     | Manchester City   |
| LE   | Luke Shaw       | Manchester United |
| M    | Kevin De Bruyne | Manchester City   |
| M    | İlkay Gündoğan  | Manchester City   |
| M    | Bruno Fernandes | Manchester United |
| A    | Mohamed Salah   | Liverpool         |
| A    | Harry Kane      | Tottenham         |
| A    | Son Heung-min   | Tottenham         |